# Harvard Chess Cup
Der Harvard Chess Cup (kurz Harvard Cup, deutsch „Harvard-Pokal“) war ein in der Zeit von 1989 bis 1995 zumeist jährlich stattfindendes Schachturnier „Mensch gegen Maschine“. Zweck war, die Fortschritte im Computerschach zu messen.

## Geschichte

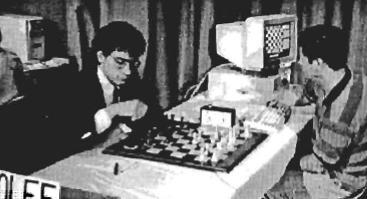
GM Patrick Wolff (links) im Spiel gegen Socrates bedient von Don Dailey beim Harvard Cup 1992

Ins Leben gerufen wurde es durch die beiden amerikanischen Wissenschaftler, FM Danny Edelman und Christopher Chabris (* 1966), von der Universität Harvard. Der erste Harvard Cup, als Mannschaftsturnier nach Scheveninger System zwischen Schach-Großmeistern und Schachcomputern, wurde im Oktober 1989 in Boston ausgerichtet. Anwesend war Schachweltmeister Garri Kasparow. Die Großmeister siegten klar mit 13½ zu 2½ gegen die Maschinen.
Ab 1991 bis 1995 fand der Harvard Cup in jedem Jahr statt und wurde in Boston oder New York City ausgerichtet. Stets siegten die Menschen, allerdings holten die Computer auf und gewannen auch einzelne Partien gegen Großmeister. Die Endergebnisse im Einzelnen lauteten 12 zu 4 (1991 in Boston), 18 zu 7 (1992 in New York), 27 zu 9 (1993 in Boston), 29½ zu 18½ (1994 in Boston) und 23½ zu 12½ (1995 in New York).

## Übersicht
Die folgende Tabelle fasst die Endergebnisse aller Harvard Cups zusammen (M steht für Menschen und C für Computer).
| # | Jahr | Ort      | M–C | Punkte M | Punkte C | Sieger                     | Punkte | Bester C        | Punkte | Platz |
| - | ---- | -------- | --- | -------- | -------- | -------------------------- | ------ | --------------- | ------ | ----- |
| 1 | 1989 | Boston   | 4–4 | 13½      | 2½       | Boris Gulko, Michael Rohde | 4      | Deep Thought    | 1      | 5     |
| 2 | 1991 | Boston   | 4–4 | 12       | 4        | Maxim Dlugy                | 3½     | Heuristic Alpha | 2      | 5     |
| 3 | 1992 | New York | 5–5 | 18       | 7        | Michael Rohde              | 5      | Socrates        | 3      | 3     |
| 4 | 1993 | Boston   | 6–6 | 27       | 9        | Joel Benjamin              | 5      | Socrates        | 3      | 6     |
| 5 | 1994 | Boston   | 6–8 | 29½      | 18½      | Joel Benjamin              | 6½     | WChess          | 5      | 4     |
| 6 | 1995 | New York | 6–6 | 23½      | 12½      | Joel Benjamin              | 4½     | Virtual Chess   | 3½     | 4     |